# Rivolta della prigione di Attica

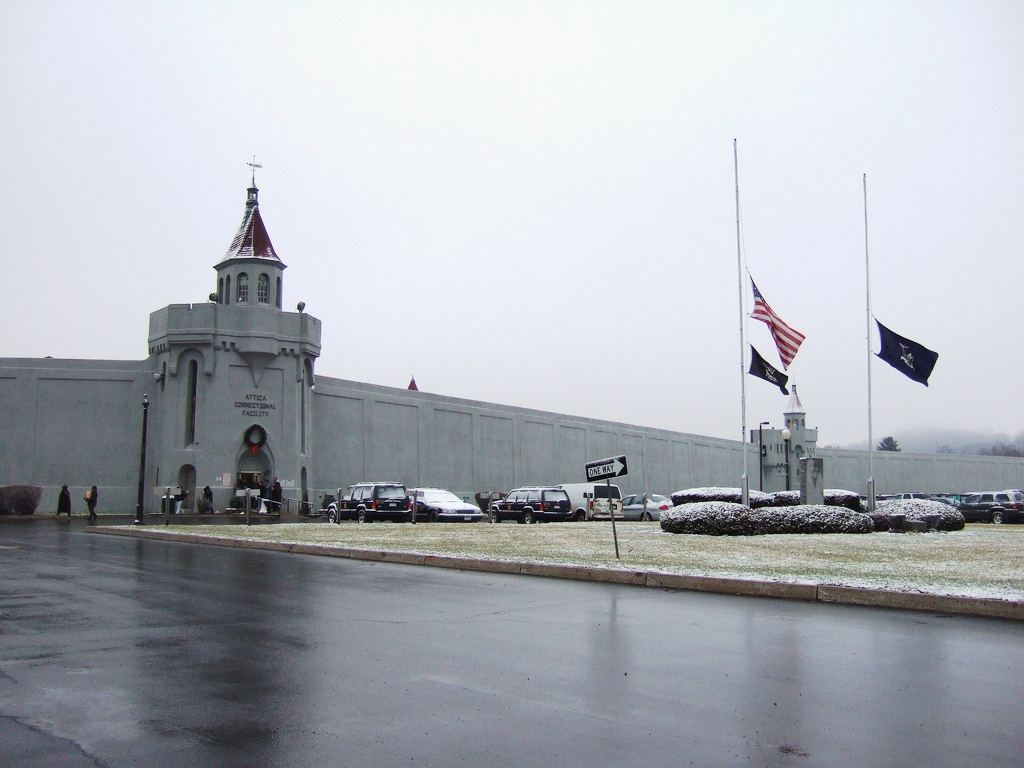
Il carcere

La rivolta della prigione di Attica o rivolta di Attica fu una sommossa carceraria scoppiata nel penitenziario statunitense di Attica, nello stato di New York, il 9 settembre 1971. La rivolta fu dettata dalla richiesta dei carcerati di ottenere diritti politici e migliori condizioni di detenzione. L'episodio scatenante della rivolta fu la protesta contro l'uccisione, da parte di alcune guardie carcerarie, dell'attivista politico George Jackson, membro del movimento per l'emancipazione dei diritti dei neri delle Pantere Nere, avvenuta il 21 agosto precedente nella prigione californiana di San Quintino. I 1280 rivoltosi, per la gran parte afroamericani e portoricani, presero in ostaggio 38 persone, tra guardie e impiegati.

## Il carcere di Attica
La prigione di Attica, situata in una piccola comunità agricola a circa trenta miglia a est di Buffalo, è ospitata in una costruzione molto simile a quella della prigione di Auburn, a partire dal 1931. Dalla fine degli anni sessanta la prigione di Attica aveva ospitato detenuti provenienti per la maggior parte dalle periferie urbane delle grandi metropoli, appartenenti soprattutto ai gruppi etnici di minoranza. Le guardie carcerarie, al contrario, erano composte per la maggioranza da individui di etnia bianca e di estrazione sociale e culturale di stampo rurale, e raggiungevano il numero complessivo di circa 380 effettivi.
All'interno del carcere esistevano gruppi politicizzati di stampo etnico, come gli afroamericani Black Panthers, gli Young Lords portoricani e i Black Muslims che, con lo scopo di attuare un piano d'azione coordinato e unitario, decisero di appianare le proprie differenze ideologiche all'interno del penitenziario. Nonostante le vive preoccupazioni suscitate dalle autorità penitenziarie, il responsabile della Commissione per i servizi penitenziari dello Stato di New York Russell G. Oswald cercò di avviare un'operazione di mediazione che non poté portare a termine per motivi di carattere personale.

## Lo scoppio della rivolta
La rivolta scoppiò l'8 settembre, all'indomani di un incidente nel quale erano rimasti coinvolti due carcerati che vennero posti in isolamento. La rivolta ebbe inizio nel refettorio e rapidamente i carcerati riuscirono a sopraffare le guardie, non sufficientemente addestrate e preparate a fronteggiare una rivolta di questo genere, riuscendo così a prendere il controllo dei quattro blocchi con la cattura di circa quaranta ostaggi tra guardie carcerarie e impiegati del carcere. Molti dei secondini presi in ostaggio vennero fatti oggetto di vessazioni e atti di violenza, ed uno di loro morì per le ferite riportate, mentre tre carcerati, accusati di essere "spie", furono aggrediti e uccisi dai rivoltosi. Fu per iniziativa dei Black Muslims che il resto degli ostaggi venne protetto da ulteriori aggressioni, con lo scopo di tutelare i primi tentativi di negoziazione.
Durante la rivolta 1280 dei 2200 detenuti occuparono un'ala del carcere, prendendo in ostaggio 33 addetti del personale carcerario e iniziando le trattative con le autorità. Nonostante si fosse giunti ad un accordo sommario sulla maggior parte delle richieste dei rivoltosi, non fu possibile porre fine alla rivolta a causa del rifiuto in merito alla richiesta di amnistia per i reati commessi dai carcerati durante la rivolta e a quella di destituzione del responsabile del carcere. Nei pochi giorni della rivolta, gestire l'autogestione dei bracci occupati da tante persone considerate violente fu un compito molto difficile, ma che si svolse in maniera proficua. Tra il gruppo di cittadini invitati come osservatori dai detenuti vi era anche Tom Wicker, giornalista del The New York Times, che scrisse, nel pezzo A Time to Die: "L'armonia razziale che regnava tra i detenuti era assolutamente stupefacente".
Il 13 settembre, su ordine preciso del governatore di New York Nelson Rockefeller, l'esercito e le forze di polizia attaccarono il carcere: dagli elicotteri furono inizialmente lanciati lacrimogeni e poi 500 agenti entrarono nella struttura sparando sui rivoltosi, che non avevano armi da fuoco. Sul campo restarono 39 vittime, di cui 10 guardie carcerarie e 29 carcerati, e più di 200 prigionieri feriti, di cui 80 in modo grave; ai superstiti, inoltre, furono usate torture e pestaggi. Nei giorni seguenti la stampa locale affermò che le gole degli ostaggi erano state tagliate dai rivoltosi, cosa che risultò del tutto infondata dalle successive autopsie, che appurarono che tutti i decessi erano stati provocati dalle pallottole delle forze dell'ordine.

## Commissioni d'inchiesta
Il padre del regista Doug Liman fece parte della commissione d'indagine incaricata di far luce sugli eventi ed eventuali responsabilità. Il risultato fu la conferma del generale disinteresse dell'allora governatore Nelson Rockefeller e delle autorità dell'ordine, che contribuirono all'esplosione della rivolta e alla feroce repressione che ne seguì.

## Rimborsi
L'avvocato radicale William Kunstler venne prima chiamato come intermediario e successivamente come legale, e intentò cause a favore dei prigionieri torturati, definendo il tutto come un trattamento disumano e ottenendo delle condanne per alcuni responsabili. Dopo un lunghissimo iter giudiziario, nel 1997, due anni dopo la morte del legale, le famiglie di molti ex detenuti di Attica ottennero infine risarcimenti dal governo. In un duro editoriale, il The New York Times ha definito il pagamento "una forma di giustizia ritardataria e limitata per uno degli episodi più vergognosi nella storia dello Stato di New York".

## Nella cultura di massa
- Nel film del 1975 Quel pomeriggio di un giorno da cani, diretto da Sidney Lumet, il protagonista Sonny Wojtowicz (Al Pacino) incita la folla esclamando: «Attica, Attica, Attica, Attica, Attica!».
- L'episodio 1x08 della serie televisiva carceraria Oz è ispirato alla rivolta di Attica.
- La trama del film del 1994 The Prison, diretto da John Frankenheimer, è basata sulla rivolta di Attica[7].
- John Lennon inserì nel suo doppio album del 1972 Some Time in New York City la canzone Attica State, espressamente composta a seguito dei disordini avvenuti nella prigione. Per un'ironia del destino, la prigione di Attica è quella dove successivamente venne incarcerato l'omicida di Lennon, Mark David Chapman.
- Il sassofonista jazz Archie Shepp intitolò un suo album del 1972 Attica Blues, in riferimento agli scontri avvenuti.
- Il contrabbassista Charles Mingus inserì nell'album Changes One la composizione Remember Rockefeller at Attica in ricordo della rivolta di Attica e in particolare delle controverse azioni intraprese dall'allora Governatore dello Stato di New York, Nelson Rockefeller.
- La quinta stagione di Orange Is the New Black è basata sulla rivolta di Attica.
- L'episodio è richiamato nel film Una pallottola spuntata 33⅓ - L'insulto finale.
- La rivolta viene citata nel documentario sull'attivismo nero The Black Power Mixtape 1969-1975